# Caulaincourt (Aisne)
Caulaincourt é uma comuna francesa na região administrativa de Altos da França, no departamento de Aisne. Estende-se por uma área de 5,96 km². Em 2010 a comuna tinha 148 habitantes (densidade: 24,8 hab./km²).